# Марчо Дафчев
Марчо Дафчев е български футболист, полузащитник, състезател на Локомотив (София). Слави се като отличен изпълнител на преки свободни удари.

## Спортна биография
Роден на 12 май 1978 г. в град Пловдив, където започнала и кариерата му в местния отбор на Марица (Пловдив). Първият му клуб е Сокол 94. През 1998 г. преминава в Локомотив София. Дафчев става един от лидерите на столичните железничари. През 2001 г. преминава в ПФК ЦСКА (София), но играе само един сезон за „червените“, след което се пробва в гръцкия ФК Патрайкос. През 2003 г. е купен от Ботев Пловдив, там изиграва 23 срещи и отбелязва 9 гола. По-късно се завръща в Локомотив София и играе в евротурнирите /14 мача и 4 гола/. През 2008 г. преминава в Нефтчи Баку. От 2009 г. отново играе в Локомотив София. През октомври 2011 г. е освободен от Локомотив, заедно с Калоян Караджинов. Седмица след това, Марчо е върнат в отбора на „железничарите“.